# Gala León García
Gala León García (Madrid, 23 dicembre 1973) è un'allenatrice di tennis ed ex tennista spagnola.

## Carriera
Nel corso della sua carriera ha vinto 6 titoli ITF di singolare e uno di doppio. Nei tornei del Grande Slam ha ottenuto i suoi migliori risultati raggiungendo il quarto turno nel singolare all'Open di Francia nel 1996 e nel 1999.

## Statistiche

### Risultati in progressione
| Sigla | Risultato               |
| ----- | ----------------------- |
| V     | Vincitore               |
| F     | Finalista               |
| SF    | Semifinalista           |
| O     | Oro olimpico            |
| A     | Argento olimpico        |
| SF    | Bronzo olimpico         |
| QF    | Quarti di Finale        |
| 4T    | Quarto turno            |
| 3T    | Terzo turno             |
| 2T    | Secondo turno           |
| 1T    | Primo turno             |
| RR    | Round Robin             |
| LQ    | Turno di qualificazione |
| A     | Assente                 |
| ND    | Non disputato           |

| Legenda superfici    |
| -------------------- |
| Cemento              |
| Terra battuta        |
| Erba                 |
| Superficie variabile |

#### Singolare nei tornei del Grande Slam
| Torneo          | 1995 | 1996 | 1997 | 1998 | 1999 | 2000 | 2001 | 2002 | 2003 | 2004 |
| --------------- | ---- | ---- | ---- | ---- | ---- | ---- | ---- | ---- | ---- | ---- |
| Australian Open | A    | A    | 1T   | 1T   | 1T   | 1T   | 1T   | 1T   | A    | 1T   |
| Open di Francia | A    | 4T   | 1T   | 3T   | 4T   | 2T   | 1T   | 1T   | 2T   | 2T   |
| Wimbledon       | A    | 1T   | 3T   | 1T   | 1T   | 2T   | 1T   | 1T   | 1T   | 1T   |
| US Open         | A    | 1T   | 2T   | 3T   | 2T   | 1T   | 2T   | 1T   | 1T   | A    |

#### Doppio nei tornei del Grande Slam
| Torneo          | 1995 | 1996 | 1997 | 1998 | 1999 | 2000 | 2001 | 2002 | 2003 | 2004 |
| --------------- | ---- | ---- | ---- | ---- | ---- | ---- | ---- | ---- | ---- | ---- |
| Australian Open | A    | A    | A    | A    | A    | A    | 1T   | A    | A    | A    |
| Open di Francia | A    | A    | A    | A    | A    | A    | A    | A    | A    | A    |
| Wimbledon       | A    | A    | A    | A    | A    | A    | A    | A    | A    | A    |
| US Open         | 2T   | A    | A    | A    | A    | 1T   | A    | A    | A    | A    |

#### Doppio misto nei tornei del Grande Slam
Nessuna partecipazione

## Vittorie contro giocatrici top 10
| Stagione | 1999 | 2000 | Totale |
| -------- | ---- | ---- | ------ |
| Vittorie | 2    | 2    | 4      |

| #    | Giocatrice              | Ranking | Evento                         | Superficie  | Turno | Punteggio | Rank. GLGR |
| ---- | ----------------------- | ------- | ------------------------------ | ----------- | ----- | --------- | ---------- |
| 1999 |                         |         |                                |             |       |           |            |
| 1.   | Arantxa Sánchez Vicario | 7       | Family Circle Cup, Hilton Head | Terra verde | 2T    | 6-4, 6-3  | 53         |
| 2.   | Nathalie Tauziat        | 9       | Open di Francia, Parigi        | Terra rossa | 2T    | 6–2, 6–4  | 42         |
| 2000 |                         |         |                                |             |       |           |            |
| 3.   | Julie Halard-Decugis    | 9       | Croatian Bol Ladies Open, Bol  | Terra rossa | 2T    | 6-3, 6-1  | 57         |
| 4.   | Conchita Martínez       | 6       | Idea Prokom Open, Sopot        | Terra rossa | QF    | 5-2 rit.  | 36         |